# One Direction/Diskografie
Diese Diskografie ist eine Übersicht über die musikalischen Werke der britisch-irischen Boygroup One Direction. Den Quellenangaben und Schallplattenauszeichnungen zufolge hat sie mehr als 79,5 Millionen Tonträger verkauft, davon alleine in ihrer Heimat über 23,5 Millionen. Ihre erfolgreichste Veröffentlichung ist die Single What Makes You Beautiful mit über 9,9 Millionen verkauften Einheiten.

## Alben

### Studioalben
| Jahr | Titel Musiklabel                      | Höchstplatzierung, Gesamtwochen, AuszeichnungChartplatzierungen (Jahr, Titel, Musiklabel, Platzierungen, Wochen, Auszeichnungen, Anmerkungen) | Höchstplatzierung, Gesamtwochen, AuszeichnungChartplatzierungen (Jahr, Titel, Musiklabel, Platzierungen, Wochen, Auszeichnungen, Anmerkungen) | Höchstplatzierung, Gesamtwochen, AuszeichnungChartplatzierungen (Jahr, Titel, Musiklabel, Platzierungen, Wochen, Auszeichnungen, Anmerkungen) | Höchstplatzierung, Gesamtwochen, AuszeichnungChartplatzierungen (Jahr, Titel, Musiklabel, Platzierungen, Wochen, Auszeichnungen, Anmerkungen) | Höchstplatzierung, Gesamtwochen, AuszeichnungChartplatzierungen (Jahr, Titel, Musiklabel, Platzierungen, Wochen, Auszeichnungen, Anmerkungen) | Höchstplatzierung, Gesamtwochen, AuszeichnungChartplatzierungen (Jahr, Titel, Musiklabel, Platzierungen, Wochen, Auszeichnungen, Anmerkungen) | Anmerkungen                                                   |
| Jahr | Titel Musiklabel                      | DE | AT | CH | UK | US | IE | Anmerkungen                                                   |
| ---- | ------------------------------------- | --- | --- | --- | --- | --- | --- | ------------------------------------------------------------- |
| 2011 | Up All Night Syco Records (Sony)      | DE16 Gold · (21 Wo.)DE | AT18 Gold · (16 Wo.)AT | CH18 Gold · (52 Wo.)CH | UK2 ×3Dreifachplatin · (127 Wo.)UK | US1 ×3Dreifachplatin · (106 Wo.)US | IE1 ×2Doppelplatin · (164 Wo.)IE | Erstveröffentlichung: 21. November 2011 Verkäufe: + 6.412.811 |
| 2012 | Take Me Home Syco Records (Sony)      | DE2 Gold · (12 Wo.)DE | AT2 Gold · (20 Wo.)AT | CH1 Gold · (33 Wo.)CH | UK1 ×4Vierfachplatin · (98 Wo.)UK | US1 ×3Dreifachplatin · (79 Wo.)US | IE1 ×3Dreifachplatin · (107 Wo.)IE | Erstveröffentlichung: 9. November 2012 Verkäufe: + 6.502.419  |
| 2013 | Midnight Memories Syco Records (Sony) | DE5 Gold · (17 Wo.)DE | AT2 Gold · (19 Wo.)AT | CH2 Platin · (28 Wo.)CH | UK1 ×3Dreifachplatin · (56 Wo.)UK | US1 ×3Dreifachplatin · (92 Wo.)US | IE1 ×3Dreifachplatin · (62 Wo.)IE | Erstveröffentlichung: 25. November 2013 Verkäufe: + 6.230.682 |
| 2014 | Four Syco Records (Sony)              | DE5 Gold · (9 Wo.)DE | AT1 Gold · (19 Wo.)AT | CH2 (16 Wo.)CH | UK1 ×3Dreifachplatin · (34 Wo.)UK | US1 Platin · (68 Wo.)US | IE1 (47 Wo.)IE | Erstveröffentlichung: 14. November 2014 Verkäufe: + 3.285.059 |
| 2015 | Made in the A.M. Syco Records (Sony)  | DE2 Gold · (9 Wo.)DE | AT2 Gold · (17 Wo.)AT | CH3 Gold · (14 Wo.)CH | UK1 ×2Doppelplatin · (42 Wo.)UK | US2 ×2Doppelplatin · (49 Wo.)US | IE1 (49 Wo.)IE | Erstveröffentlichung: 13. November 2015 Verkäufe: + 3.712.800 |

### EPs
| Jahr | Titel Musiklabel                                 | Höchstplatzierung, Gesamtwochen, AuszeichnungChartplatzierungen (Jahr, Titel, Musiklabel, Platzierungen, Wochen, Auszeichnungen, Anmerkungen) | Höchstplatzierung, Gesamtwochen, AuszeichnungChartplatzierungen (Jahr, Titel, Musiklabel, Platzierungen, Wochen, Auszeichnungen, Anmerkungen) | Höchstplatzierung, Gesamtwochen, AuszeichnungChartplatzierungen (Jahr, Titel, Musiklabel, Platzierungen, Wochen, Auszeichnungen, Anmerkungen) | Höchstplatzierung, Gesamtwochen, AuszeichnungChartplatzierungen (Jahr, Titel, Musiklabel, Platzierungen, Wochen, Auszeichnungen, Anmerkungen) | Höchstplatzierung, Gesamtwochen, AuszeichnungChartplatzierungen (Jahr, Titel, Musiklabel, Platzierungen, Wochen, Auszeichnungen, Anmerkungen) | Höchstplatzierung, Gesamtwochen, AuszeichnungChartplatzierungen (Jahr, Titel, Musiklabel, Platzierungen, Wochen, Auszeichnungen, Anmerkungen) | Anmerkungen                                                 |
| Jahr | Titel Musiklabel                                 | DE | AT | CH | UK | US | IE | Anmerkungen                                                 |
| ---- | ------------------------------------------------ | --- | --- | --- | --- | --- | --- | ----------------------------------------------------------- |
| 2010 | Acoustic Syco Records (Sony)                     | — | — | — | — | — | — | Erstveröffentlichung: 29. November 2010                     |
| 2010 | Live Syco Records (Sony)                         | — | — | — | — | — | — | Erstveröffentlichung: 29. November 2010                     |
| 2010 | Rarities Syco Records (Sony)                     | — | — | — | — | — | — | Erstveröffentlichung: 29. November 2010                     |
| 2010 | Remixes Syco Records (Sony)                      | — | — | — | — | — | — | Erstveröffentlichung: 29. November 2010                     |
| 2012 | iTunes Festival: London 2012 Syco Records (Sony) | — | — | — | — | US140 (1 Wo.)US | — | Erstveröffentlichung: 20. September 2012 Verkäufe: + 17.000 |
| 2014 | Midnight Memories (Live) Syco Records (Sony)     | — | — | — | — | — | — | Erstveröffentlichung: 7. März 2014                          |

## Singles

### Als Leadmusiker
| Jahr | Titel Album                                                | Höchstplatzierung, Gesamtwochen, AuszeichnungChartplatzierungen (Jahr, Titel, Album, Platzierungen, Wochen, Auszeichnungen, Anmerkungen) | Höchstplatzierung, Gesamtwochen, AuszeichnungChartplatzierungen (Jahr, Titel, Album, Platzierungen, Wochen, Auszeichnungen, Anmerkungen) | Höchstplatzierung, Gesamtwochen, AuszeichnungChartplatzierungen (Jahr, Titel, Album, Platzierungen, Wochen, Auszeichnungen, Anmerkungen) | Höchstplatzierung, Gesamtwochen, AuszeichnungChartplatzierungen (Jahr, Titel, Album, Platzierungen, Wochen, Auszeichnungen, Anmerkungen) | Höchstplatzierung, Gesamtwochen, AuszeichnungChartplatzierungen (Jahr, Titel, Album, Platzierungen, Wochen, Auszeichnungen, Anmerkungen) | Höchstplatzierung, Gesamtwochen, AuszeichnungChartplatzierungen (Jahr, Titel, Album, Platzierungen, Wochen, Auszeichnungen, Anmerkungen) | Anmerkungen | [↑]: gemeinsam behandelt mit vorhergehendem Eintrag; [←]: in beiden Charts platziert |
| Jahr | Titel Album                                                | DE | AT | CH | UK | US | IE | Anmerkungen |                                                                                      |
| --- | ---------------------------------------------------------- | --- | --- | --- | --- | --- | --- | --- | ------------------------------------------------------------------------------------ |
| 2011 | What Makes You Beautiful Up All Night                      | DE40 Gold · (23 Wo.)DE | AT28 (22 Wo.)AT | CH16 Platin · (34 Wo.)CH | UK1 ×4Vierfachplatin · (82 Wo.)UK | US4 ×4Vierfachplatin · (34 Wo.)US | IE1 (71 Wo.)IE | Erstveröffentlichung: 11. September 2011 Verkäufe: + 9.928.000                                                                        |                                                                                      |
| 2011 | Na Na Na Up All Night[DE: ↑][AT: ↑][CH: ↑][UK: ↑][US: ↑]   | DE40 Gold · (23 Wo.)DE | AT28 (22 Wo.)AT | CH16 Platin · (34 Wo.)CH | UK1 ×4Vierfachplatin · (82 Wo.)UK | US4 ×4Vierfachplatin · (34 Wo.)US | IE27 (2 Wo.)IE | Erstveröffentlichung: 11. September 2011 Verkäufe: + 35.000; B-Seite von What Makes You Beautiful                                     |                                                                                      |
| 2011 | Gotta Be You Up All Night                                  | — | — | — | UK3 Silber · (7 Wo.)UK | — | IE3 (7 Wo.)IE | Erstveröffentlichung: 11. November 2011 Verkäufe: + 319.000                                                                           |                                                                                      |
| 2011 | Another World Up All Night[DE: ↑][AT: ↑][CH: ↑]            | — | — | — | UK85 (1 Wo.)UK[US: ↑][IE: ↑] | — | IE3 (7 Wo.)IE | Erstveröffentlichung: 11. November 2011 B-Seite von Gotta Be You                                                                      |                                                                                      |
| 2012 | One Thing Up All Night                                     | — | — | — | UK9 Silber · (14 Wo.)UK | US39 Platin · (20 Wo.)US | IE6 (17 Wo.)IE | Erstveröffentlichung: 6. Januar 2012 Verkäufe: + 2.879.500                                                                            |                                                                                      |
| 2012 | I Should Have Kissed You Up All Night[DE: ↑][AT: ↑][CH: ↑] | — | — | — | UK55 (1 Wo.)UK[US: ↑][IE: ↑] | US39 Platin · (20 Wo.)US | IE6 (17 Wo.)IE | Erstveröffentlichung: 12. Februar 2012 B-Seite von One Thing                                                                          |                                                                                      |
| 2012 | More than This Up All Night                                | — | — | — | UK86 (1 Wo.)UK | — | IE39 (4 Wo.)IE | Erstveröffentlichung: 25. Mai 2012 Verkäufe: + 117.500                                                                                |                                                                                      |
| 2012 | Live While We’re Young Take Me Home                        | DE22 (8 Wo.)DE | AT8 (8 Wo.)AT | CH7 (13 Wo.)CH | UK3 Platin · (25 Wo.)UK | US3 Platin · (16 Wo.)US | IE1 (29 Wo.)IE | Erstveröffentlichung: 28. September 2012 Verkäufe: + 3.043.000                                                                        |                                                                                      |
| 2012 | Little Things Take Me Home                                 | DE89 (1 Wo.)DE | AT43 (1 Wo.)AT | CH38 (1 Wo.)CH | UK1 ×2Doppelplatin · (27 Wo.)UK | US33 Platin · (18 Wo.)US | IE2 (35 Wo.)IE | Erstveröffentlichung: 12. November 2012 Verkäufe: + 3.093.000                                                                         |                                                                                      |
| 2012 | Kiss You Take Me Home                                      | DE69 (4 Wo.)DE | AT57 (1 Wo.)AT | CH45 (6 Wo.)CH | UK9 Platin · (19 Wo.)UK | US46 Gold · (16 Wo.)US | IE7 (23 Wo.)IE | Erstveröffentlichung: 7. Januar 2013 Verkäufe: + 2.179.000                                                                            |                                                                                      |
| 2013 | One Way or Another (Teenage Kicks) –                       | DE22 (10 Wo.)DE | AT12 (11 Wo.)AT | CH7 (10 Wo.)CH | UK1 Platin · (17 Wo.)UK | US13 Gold · (8 Wo.)US | IE1 (25 Wo.)IE | Erstveröffentlichung: 17. Februar 2013 Verkäufe: + 1.500.000; Original: Blondie – One Way or Another / The Undertones – Teenage Kicks |                                                                                      |
| 2013 | Best Song Ever Midnight Memories                           | DE20 (9 Wo.)DE | AT17 (8 Wo.)AT | CH11 (8 Wo.)CH | UK2 ×2Doppelplatin · (28 Wo.)UK | US2 Platin · (21 Wo.)US | IE2 (36 Wo.)IE | Erstveröffentlichung: 22. Juli 2013 Verkäufe: + 3.115.000                                                                             |                                                                                      |
| 2013 | Story of My Life Midnight Memories                         | DE21 ×3Dreifachgold · (31 Wo.)DE | AT12 (26 Wo.)AT | CH13 Gold · (25 Wo.)CH | UK2 ×3Dreifachplatin · (33 Wo.)UK | US6 ×3Dreifachplatin · (32 Wo.)US | IE1 (37 Wo.)IE | Erstveröffentlichung: 3. November 2013 Verkäufe: + 6.745.000                                                                          |                                                                                      |
| 2014 | Midnight Memories                                          | DE91 (1 Wo.)DE | AT22 (2 Wo.)AT | CH54 (1 Wo.)CH | UK39 Gold · (13 Wo.)UK | US12 (3 Wo.)US | IE3 (19 Wo.)IE | Erstveröffentlichung: 9. März 2014 Verkäufe: + 495.000                                                                                |                                                                                      |
| 2014 | You & I Midnight Memories                                  | DE52 (2 Wo.)DE | AT35 (2 Wo.)AT | CH23 (2 Wo.)CH | UK19 Platin · (10 Wo.)UK | US68 (11 Wo.)US | IE7 (11 Wo.)IE | Erstveröffentlichung: 15. April 2014 Verkäufe: + 1.005.000                                                                            |                                                                                      |
| 2014 | Steal My Girl Four                                         | DE27 Gold · (16 Wo.)DE | AT14 (21 Wo.)AT | CH21 (16 Wo.)CH | UK3 ×2Doppelplatin · (22 Wo.)UK | US13 Gold · (18 Wo.)US | IE3 (24 Wo.)IE | Erstveröffentlichung: 29. September 2014 Verkäufe: + 2.505.000                                                                        |                                                                                      |
| 2014 | Night Changes Four                                         | DE79 (1 Wo.)DE | AT42 (2 Wo.)AT | CH46 (1 Wo.)CH | UK6 ×2Doppelplatin · (22 Wo.)UK | US31 Platin · (20 Wo.)US | IE13 (15 Wo.)IE | Erstveröffentlichung: 14. November 2014 Verkäufe: + 3.160.000                                                                         |                                                                                      |
| 2015 | Drag Me Down Made in the A.M.                              | DE10 Gold · (19 Wo.)DE | AT1 (19 Wo.)AT | CH2 (22 Wo.)CH | UK1 ×2Doppelplatin · (31 Wo.)UK | US3 (20 Wo.)US | IE1 (31 Wo.)IE | Erstveröffentlichung: 31. Juli 2015 Verkäufe: + 4.013.000                                                                             |                                                                                      |
| 2015 | Perfect Made in the A.M.                                   | DE20 (8 Wo.)DE | AT2 (12 Wo.)AT | CH12 (12 Wo.)CH | UK2 Platin · (21 Wo.)UK | US10 (20 Wo.)US | IE1 (23 Wo.)IE | Erstveröffentlichung: 16. Oktober 2015 Verkäufe: + 2.177.000                                                                          |                                                                                      |
| 2015 | History Made in the A.M.                                   | DE77 (1 Wo.)DE | AT17 (4 Wo.)AT | CH52 (1 Wo.)CH | UK6 ×2Doppelplatin · (36 Wo.)UK | US65 (6 Wo.)US | IE14 (33 Wo.)IE | Erstveröffentlichung: 6. November 2015 Verkäufe: + 1.725.000                                                                          |                                                                                      |
| Folgende Lieder erschienen nicht als Single, wurden aber durch das Album zum Download und Streaming bereitgestellt und konnten somit eine Platzierung erlangen: |                                                            | | | | | | | |                                                                                      |
| |                                                            | | | | | | | |                                                                                      |
| 2013 | Rock Me Take Me Home                                       | — | — | — | UK— SilberUK | US98 (1 Wo.)US | — | Charteinstieg: 12. Januar 2013 Verkäufe: + 230.000                                                                                    |                                                                                      |
| 2013 | Don’t Forget Where You Belong Midnight Memories            | DE66 (1 Wo.)DE | AT38 (1 Wo.)AT | — | UK21 (1 Wo.)UK | — | IE51 (2 Wo.)IE | Charteinstieg: 28. November 2013 |                                                                                      |
| 2013 | Half a Heart Midnight Memories                             | — | — | — | — | — | IE82 (1 Wo.)IE | Charteinstieg: 28. November 2013 |                                                                                      |
| 2014 | 18 Four                                                    | — | AT60 (1 Wo.)AT | — | UK45 Gold · (2 Wo.)UK | US87 (1 Wo.)US | IE84 (1 Wo.)IE | Charteinstieg: 21. November 2014 Verkäufe: + 570.000                                                                                  |                                                                                      |
| 2014 | Where Do Broken Hearts Go Four                             | — | AT58 (1 Wo.)AT | — | UK47 Silber · (3 Wo.)UK | US88 (1 Wo.)US | IE69 (5 Wo.)IE | Charteinstieg: 21. November 2014 Verkäufe: + 200.000                                                                                  |                                                                                      |
| 2014 | Girl Almighty Four                                         | — | AT69 (1 Wo.)AT | — | UK65 (1 Wo.)UK | — | — | Charteinstieg: 21. November 2014 |                                                                                      |
| 2014 | Fool’s Gold Four                                           | — | — | — | UK74 (2 Wo.)UK | — | — | Charteinstieg: 22. November 2014 |                                                                                      |
| 2014 | Fireproof Four                                             | — | — | — | UK92 (1 Wo.)UK | — | — | Charteinstieg: 29. November 2014 |                                                                                      |
| 2014 | Stockholm Syndrome Four                                    | — | — | — | UK— SilberUK | US99 (1 Wo.)US | — | Charteinstieg: 6. Dezember 2014 Verkäufe: + 200.000                                                                                   |                                                                                      |
| 2015 | End of the Day Made in the A.M.                            | — | AT43 (1 Wo.)AT | — | UK73 (2 Wo.)UK | — | IE41 (4 Wo.)IE | Charteinstieg: 13. November 2015 |                                                                                      |
| 2015 | Love You Goodbye Made in the A.M.                          | — | AT48 (1 Wo.)AT | — | UK78 (1 Wo.)UK | — | IE45 (2 Wo.)IE | Charteinstieg: 20. November 2015 Verkäufe: + 30.000                                                                                   |                                                                                      |
| 2015 | What a Feeling Made in the A.M.                            | — | AT73 (1 Wo.)AT | — | UK90 (1 Wo.)UK | — | IE59 (2 Wo.)IE | Charteinstieg: 20. November 2015 |                                                                                      |
| 2015 | Olivia Made in the A.M.                                    | — | — | — | UK72 Silber · (1 Wo.)UK | US87 (1 Wo.)US | IE55 (2 Wo.)IE | Charteinstieg: 20. November 2015 Verkäufe: + 200.000                                                                                  |                                                                                      |
| 2015 | If I Could Fly Made in the A.M.                            | — | AT60 (1 Wo.)AT | — | UK79 Silber · (1 Wo.)UK | US83 (1 Wo.)US | IE53 (2 Wo.)IE | Charteinstieg: 20. November 2015 Verkäufe: + 265.000                                                                                  |                                                                                      |
| 2015 | A.M. Made in the A.M.                                      | — | — | — | UK83 (1 Wo.)UK | US94 (1 Wo.)US | IE62 (2 Wo.)IE | Charteinstieg: 20. November 2015 Verkäufe: + 30.000                                                                                   |                                                                                      |
| 2015 | Temporary Fix Made in the A.M.                             | — | — | — | UK86 (1 Wo.)UK | US96 (1 Wo.)US | IE69 (1 Wo.)IE | Charteinstieg: 20. November 2015 |                                                                                      |
| 2015 | Never Enough Made in the A.M.                              | — | — | — | UK89 (1 Wo.)UK | US100 (1 Wo.)US | IE65 (1 Wo.)IE | Charteinstieg: 20. November 2015 |                                                                                      |
| 2015 | Hey Angel Made in the A.M.                                 | — | — | — | UK96 (1 Wo.)UK | — | IE76 (1 Wo.)IE | Charteinstieg: 20. November 2015 |                                                                                      |
| 2015 | Wolves Made in the A.M.                                    | — | — | — | UK99 (1 Wo.)UK | — | IE78 (1 Wo.)IE | Charteinstieg: 20. November 2015 |                                                                                      |
| 2015 | I Want to Write You a Song Made in the A.M.                | — | — | — | — | — | IE77 (1 Wo.)IE | Charteinstieg: 20. November 2015 |                                                                                      |
| 2015 | Walking in the Wind Made in the A.M.                       | — | — | — | — | — | IE79 (1 Wo.)IE | Charteinstieg: 20. November 2015 |                                                                                      |
| 2015 | Long Way Down Made in the A.M.                             | — | — | — | — | — | IE99 (1 Wo.)IE | Charteinstieg: 20. November 2015 |                                                                                      |

### Als Gastmusiker
| Jahr | Titel Album                    | Höchstplatzierung, Gesamtwochen, AuszeichnungChartplatzierungen (Jahr, Titel, Album, Platzierungen, Wochen, Auszeichnungen, Anmerkungen) | Höchstplatzierung, Gesamtwochen, AuszeichnungChartplatzierungen (Jahr, Titel, Album, Platzierungen, Wochen, Auszeichnungen, Anmerkungen) | Höchstplatzierung, Gesamtwochen, AuszeichnungChartplatzierungen (Jahr, Titel, Album, Platzierungen, Wochen, Auszeichnungen, Anmerkungen) | Höchstplatzierung, Gesamtwochen, AuszeichnungChartplatzierungen (Jahr, Titel, Album, Platzierungen, Wochen, Auszeichnungen, Anmerkungen) | Höchstplatzierung, Gesamtwochen, AuszeichnungChartplatzierungen (Jahr, Titel, Album, Platzierungen, Wochen, Auszeichnungen, Anmerkungen) | Höchstplatzierung, Gesamtwochen, AuszeichnungChartplatzierungen (Jahr, Titel, Album, Platzierungen, Wochen, Auszeichnungen, Anmerkungen) | Anmerkungen |
| Jahr | Titel Album                    | DE | AT | CH | UK | US | IE | Anmerkungen |
| ---- | ------------------------------ | --- | --- | --- | --- | --- | --- | --- |
| 2010 | Heroes –                       | — | — | — | UK1 Silber · (7 Wo.)UK | — | IE1 (7 Wo.)IE | Erstveröffentlichung: 19. November 2010 Verkäufe: + 200.000; The X Factor Finalists 2010 Original: David Bowie     |
| 2011 | Wishing on a Star –            | — | — | — | UK1 (4 Wo.)UK | — | IE1 (5 Wo.)IE | Erstveröffentlichung: 27. November 2011 The X Factor Finalists 2011 feat. JLS & One Direction Original: Rose Royce |
| 2014 | God Only Knows –               | — | — | — | UK20 (5 Wo.)UK | — | IE77 (… Wo.)IE | Erstveröffentlichung: 7. Oktober 2014 BBC Music and Friends; Original: The Beach Boys                              |
| 2014 | Do They Know It’s Christmas? – | DE2 Gold · (15 Wo.)DE | AT5 (9 Wo.)AT | CH5 (7 Wo.)CH | UK1 Platin · (6 Wo.)UK | US63 (1 Wo.)US | IE1 (6 Wo.)IE | Erstveröffentlichung: 17. November 2014 Verkäufe: + 751.000; mit Band Aid 30; Original: Band Aid                   |

## Videoalben und Musikvideos

### Videoalben
| Jahr | Titel Musiklabel                                    | Höchstplatzierung, Gesamtwochen, AuszeichnungChartplatzierungen (Jahr, Titel, Musiklabel, Platzierungen, Wochen, Auszeichnungen, Anmerkungen) | Höchstplatzierung, Gesamtwochen, AuszeichnungChartplatzierungen (Jahr, Titel, Musiklabel, Platzierungen, Wochen, Auszeichnungen, Anmerkungen) | Höchstplatzierung, Gesamtwochen, AuszeichnungChartplatzierungen (Jahr, Titel, Musiklabel, Platzierungen, Wochen, Auszeichnungen, Anmerkungen) | Höchstplatzierung, Gesamtwochen, AuszeichnungChartplatzierungen (Jahr, Titel, Musiklabel, Platzierungen, Wochen, Auszeichnungen, Anmerkungen) | Höchstplatzierung, Gesamtwochen, AuszeichnungChartplatzierungen (Jahr, Titel, Musiklabel, Platzierungen, Wochen, Auszeichnungen, Anmerkungen) | Höchstplatzierung, Gesamtwochen, AuszeichnungChartplatzierungen (Jahr, Titel, Musiklabel, Platzierungen, Wochen, Auszeichnungen, Anmerkungen) | Anmerkungen                                                                   |
| Jahr | Titel Musiklabel                                    | DE | AT | CH | UK | US | IE | Anmerkungen                                                                   |
| ---- | --------------------------------------------------- | --- | --- | --- | --- | --- | --- | ----------------------------------------------------------------------------- |
| 2012 | Up All Night – The Live Tour Syco Records (Sony)    | DE*DE | AT8 (3 Wo.)AT | CH1 (23 Wo.)CH | UK1 (115 Wo.)UK | US1 ×5Fünffachplatin · (… Wo.)US | — | Erstveröffentlichung: 25. Mai 2012 Verkäufe: + 1.032.000; * siehe Studioalbum |
| 2014 | Where We Are – The Concert Film Syco Records (Sony) | DE19 (3 Wo.)DE | AT1 (17 Wo.)AT | CH1 (21 Wo.)CH | UK1 ×2Doppelplatin · (103 Wo.)UK | US1 Platin · (… Wo.)US | — | Erstveröffentlichung: 28. November 2014 Verkäufe: + 334.000                   |

### Musikvideos
| Jahr | Titel                              | Regie                                   |
| ---- | ---------------------------------- | --------------------------------------- |
| 2010 | Heroes                             |                                         |
| 2011 | What Makes You Beautiful           | John Urbano                             |
| 2011 | Gotta Be You                       | John Urbano                             |
| 2011 | Wishing on a Star                  | Trudy Bellinger                         |
| 2012 | One Thing                          | Declan Whitebloom                       |
| 2012 | Live While We’re Young             | Vaughan Arnell                          |
| 2012 | Little Things                      | Vaughan Arnell                          |
| 2013 | Kiss You                           | Vaughan Arnell                          |
| 2013 | One Way or Another (Teenage Kicks) | One Direction                           |
| 2013 | Best Song Ever                     | James Corden, Ben Winston               |
| 2013 | Story of My Life                   | Ben Winston                             |
| 2014 | Midnight Memories                  | Ben Winston                             |
| 2014 | You & I                            | Ben Winston                             |
| 2014 | Steal My Girl                      | Benjamin Turner, Gabe Turner            |
| 2014 | God Only Knows                     | Bob Shennan                             |
| 2014 | Night Changes                      | Ben Winston                             |
| 2014 | Do They Know It’s Christmas?       | Andrew Morahan                          |
| 2015 | Drag Me Down                       | Benjamin Turner, Gabe Turner            |
| 2015 | Perfect                            | Sophie Muller                           |
| 2016 | History                            | Calvin Aurand, Gabe Turner, Ben Winston |

## Promoveröffentlichungen
Promo-Singles

| Jahr | Titel Album               | Höchstplatzierung, Gesamtwochen, AuszeichnungChartplatzierungen (Jahr, Titel, Album, Platzierungen, Wochen, Auszeichnungen, Anmerkungen) | Höchstplatzierung, Gesamtwochen, AuszeichnungChartplatzierungen (Jahr, Titel, Album, Platzierungen, Wochen, Auszeichnungen, Anmerkungen) | Höchstplatzierung, Gesamtwochen, AuszeichnungChartplatzierungen (Jahr, Titel, Album, Platzierungen, Wochen, Auszeichnungen, Anmerkungen) | Höchstplatzierung, Gesamtwochen, AuszeichnungChartplatzierungen (Jahr, Titel, Album, Platzierungen, Wochen, Auszeichnungen, Anmerkungen) | Höchstplatzierung, Gesamtwochen, AuszeichnungChartplatzierungen (Jahr, Titel, Album, Platzierungen, Wochen, Auszeichnungen, Anmerkungen) | Höchstplatzierung, Gesamtwochen, AuszeichnungChartplatzierungen (Jahr, Titel, Album, Platzierungen, Wochen, Auszeichnungen, Anmerkungen) | Anmerkungen                                                  |
| Jahr | Titel Album               | DE | AT | CH | UK | US | IE | Anmerkungen                                                  |
| ---- | ------------------------- | --- | --- | --- | --- | --- | --- | ------------------------------------------------------------ |
| 2013 | Diana Midnight Memories   | — | AT21 (1 Wo.)AT | — | UK58 (1 Wo.)UK | US11 (1 Wo.)US | IE2 (3 Wo.)IE | Erstveröffentlichung: 13. November 2013                      |
| 2013 | Strong Midnight Memories  | DE24 (1 Wo.)DE | AT15 (1 Wo.)AT | — | UK48 (1 Wo.)UK | US87 (1 Wo.)US | IE22 (1 Wo.)IE | Erstveröffentlichung: 20. November 2013                      |
| 2014 | Ready to Run Four         | — | AT59 (2 Wo.)AT | — | UK44 (2 Wo.)UK | US77 (1 Wo.)US | — | Erstveröffentlichung: 7. November 2014                       |
| 2015 | Infinity Made in the A.M. | — | AT18 (3 Wo.)AT | CH34 (4 Wo.)CH | UK36 Silber · (6 Wo.)UK | US54 (2 Wo.)US | IE38 (5 Wo.)IE | Erstveröffentlichung: 22. September 2015 Verkäufe: + 290.000 |
| 2015 | Home Rarities             | — | AT45 (2 Wo.)AT | — | UK96 (1 Wo.)UK | US74 (2 Wo.)US | IE84 (1 Wo.)IE | Erstveröffentlichung: 21. Oktober 2015                       |

## Sonderveröffentlichungen

### Alben
| Jahr | Titel Musiklabel                                | Anmerkungen                                                                |
| ---- | ----------------------------------------------- | -------------------------------------------------------------------------- |
| 2014 | Up All Night + Take Me Home Syco Records (Sony) | Erstveröffentlichung: 14. August 2014 Teil der „Two-Original-Albums“-Reihe |

### Lieder
| Jahr | Titel Album          | Anmerkungen                                                             |
| ---- | -------------------- | ----------------------------------------------------------------------- |
| 2009 | Lost Then Found Echo | Erstveröffentlichung: 17. November 2009 Leona Lewis feat. One Direction |

### Videoalben
| Jahr | Titel Musiklabel                                  | Anmerkungen                                                                            |
| ---- | ------------------------------------------------- | -------------------------------------------------------------------------------------- |
| 2012 | Up All Night (Deluxe Edition) Syco Records (Sony) | Erstveröffentlichung: 25. Mai 2012 Bonus-DVD; Verkäufe werden Studioalbum hinzuaddiert |

## Statistik

### Chartauswertung
Die folgenden Statistiken bieten eine Übersicht über die Charterfolge von One Diretion in den Album-, Musik-DVD- und Singlecharts. Zu berücksichtigen ist, dass sich Videoalben in Deutschland ebenfalls in den Albumcharts platzieren, die Angaben aus den anderen Ländern entstammen aus eigenständigen Musik-DVD-Charts.
|                     | DE    | AT    | CH    | UK    | US    | IE    |
| ------------------- | ----- | ----- | ----- | ----- | ----- | ----- |
| Nummer-eins-Alben   | DE—DE | AT1AT | CH1CH | UK4UK | US4US | IE5IE |
| Top-10-Alben        | DE4DE | AT4AT | CH4CH | UK5UK | US5US | IE5IE |
| Alben in den Charts | DE6DE | AT5AT | CH5CH | UK5UK | US6US | IE5IE |

|                       | DE     | AT     | CH     | UK     | US     | IE     |
| --------------------- | ------ | ------ | ------ | ------ | ------ | ------ |
| Nummer-eins-Singles   | DE—DE  | AT1AT  | CH—CH  | UK6UK  | US—US  | IE9IE  |
| Top-10-Singles        | DE1DE  | AT3AT  | CH3CH  | UK16UK | US6US  | IE18IE |
| Singles in den Charts | DE16DE | AT27AT | CH15CH | UK42UK | US29US | IE42IE |

|                          | DE    | AT    | CH    | UK    | US    | IE    |
| ------------------------ | ----- | ----- | ----- | ----- | ----- | ----- |
| Nummer-eins-Videoalben   | DE—DE | AT1AT | CH2CH | UK2UK | US2US | IE—IE |
| Top-10-Videoalben        | DE—DE | AT2AT | CH2CH | UK2UK | US2US | IE—IE |
| Videoalben in den Charts | DE—DE | AT2AT | CH2CH | UK2UK | US2US | IE—IE |

### Auszeichnungen für Musikverkäufe
Die Lieder Moments, No Control, Right Now und They Don’t Know About Us wurde weder als Singles veröffentlicht, noch konnten sie aufgrund hoher Downloads oder Streamings die Charts erreichen. Dennoch erreichten die Lieder Schallplattenauszeichnungen.
| Land/RegionAuszeichnungen für Musikverkäufe (Land/Region, Auszeichnungen, Verkäufe, Quellen) | Silber       | Gold         | Platin         | Diamant     | Verkäufe    | Quellen                                                     |
| -------------------------------------------------------------------------------------------- | ------------ | ------------ | -------------- | ----------- | ----------- | ----------------------------------------------------------- |
| Argentinien (CAPIF)                                                                          | —            | —            | 5× Platin5     | —           | 145.000     | Einzelnachweise                                             |
| Australien (ARIA)                                                                            | —            | 6× Gold6     | 86× Platin86   | —           | 5.460.000   | aria.com.au                                                 |
| Belgien (BRMA)                                                                               | —            | 5× Gold5     | —              | —           | 75.000      | ultratop.be                                                 |
| Brasilien (PMB)                                                                              | —            | —            | 7× Platin7     | —           | 280.000     | pro-musicabr.org.br                                         |
| Chile (IFPI)                                                                                 | —            | Gold1        | 6× Platin6     | —           | 97.500      | Einzelnachweise                                             |
| Dänemark (IFPI)                                                                              | —            | 9× Gold9     | 34× Platin34   | —           | 1.290.000   | ifpi.dk                                                     |
| Deutschland (BVMI)                                                                           | —            | 10× Gold10   | Platin1        | —           | 1.700.000   | musikindustrie.de                                           |
| Ecuador (SOPROFON)                                                                           | —            | 2× Gold2     | —              | —           | 6.000       | Einzelnachweise                                             |
| Europa (IFPI)                                                                                | —            | —            | 3× Platin3     | —           | (3.000.000) | ifpi.org EU2                                                |
| Finnland (IFPI)                                                                              | —            | 3× Gold3     | Platin1        | —           | 88.271      | ifpi.fi                                                     |
| Frankreich (SNEP)                                                                            | —            | 2× Gold2     | 8× Platin8     | —           | 475.000     | infodisc.fr                                                 |
| Griechenland (IFPI)                                                                          | —            | Gold1        | 4× Platin4     | —           | 55.000      | Einzelnachweise                                             |
| Irland (IRMA)                                                                                | —            | —            | 9× Platin9     | —           | 150.000     | irishcharts.ie                                              |
| Italien (FIMI)                                                                               | —            | 12× Gold12   | 19× Platin19   | —           | 1.240.000   | fimi.it                                                     |
| Japan (RIAJ)                                                                                 | —            | 9× Gold9     | 8× Platin8     | —           | 2.800.000   | riaj.or.jp JP2 JP3                                          |
| Kanada (MC)                                                                                  | —            | Gold1        | 51× Platin51   | —           | 3.700.000   | musiccanada.com                                             |
| Kolumbien (ASINCOL)                                                                          | —            | Gold1        | 10× Platin10   | —           | 105.000     | Einzelnachweise                                             |
| Malaysia (RIM)                                                                               | —            | —            | Platin1        | —           | 15.000      | Einzelnachweise                                             |
| Mexiko (AMPROFON)                                                                            | —            | 21× Gold21   | 31× Platin31   | 4× Diamant4 | 3.430.000   | amprofon.com.mx                                             |
| Neuseeland (RMNZ)                                                                            | —            | 2× Gold2     | 49× Platin49   | —           | 1.110.000   | aotearoamusiccharts.co.nz NZ2 NZ3                           |
| Niederlande (NVPI)                                                                           | —            | —            | 2× Platin2     | —           | 90.000      | nvpi.nl                                                     |
| Norwegen (IFPI)                                                                              | —            | Gold1        | 21× Platin21   | —           | 255.000     | ifpi.no                                                     |
| Österreich (IFPI)                                                                            | —            | 5× Gold5     | —              | —           | 40.000      | ifpi.at                                                     |
| Peru (UNIMPRO)                                                                               | —            | 3× Gold3     | Platin1        | —           | 15.000      | Einzelnachweise                                             |
| Philippinen (PARI)                                                                           | —            | —            | 13× Platin13   | —           | 195.000     | pari.com.ph                                                 |
| Polen (ZPAV)                                                                                 | —            | Gold1        | 15× Platin15   | —           | 325.000     | olis.pl                                                     |
| Portugal (AFP)                                                                               | —            | 3× Gold3     | 6× Platin6     | —           | 91.000      | Einzelnachweise                                             |
| Schweden (IFPI)                                                                              | —            | 5× Gold5     | 16× Platin16   | —           | 710.000     | sverigetopplistan.se                                        |
| Schweiz (IFPI)                                                                               | —            | 4× Gold4     | 2× Platin2     | —           | 105.000     | hitparade.ch                                                |
| Singapur (RIAS)                                                                              | —            | —            | 2× Platin2     | —           | 20.000      | rias.org.sg                                                 |
| Spanien (Promusicae)                                                                         | —            | 11× Gold11   | 12× Platin12   | —           | 840.000     | elportaldemusica.es                                         |
| Südafrika (RISA)                                                                             | —            | 5× Gold5     | —              | —           | 85.000      | Einzelnachweise                                             |
| Ungarn (MAHASZ)                                                                              | —            | 3× Gold3     | Platin1        | —           | 7.000       | slagerlistak.hu                                             |
| Uruguay (CUD)                                                                                | —            | —            | 4× Platin4     | —           | 16.000      | cudisco.org (Memento vom 8. April 2015 im Internet Archive) |
| Venezuela (APFV)                                                                             | —            | Gold1        | 5× Platin5     | 2× Diamant2 | 255.000     | Einzelnachweise                                             |
| Vereinigte Staaten (RIAA)                                                                    | —            | 3× Gold3     | 30× Platin30   | —           | 31.074.000  | riaa.com                                                    |
| Vereinigtes Königreich (BPI)                                                                 | 10× Silber10 | 5× Gold5     | 44× Platin44   | —           | 23.720.000  | bpi.co.uk                                                   |
| Insgesamt                                                                                    | 10× Silber10 | 135× Gold135 | 507× Platin507 | 6× Diamant6 |             |                                                             |